# Burnin’ Sky
| Оценки критиков | Оценки критиков |
| Источник        | Оценка          |
| --------------- | --------------- |
| AllMusic        | [ 3 ]           |

Burnin’ Sky (с англ. — «Горящее небо») — четвёртый студийный альбом британской хард-рок-группы Bad Company, выпущенный 3 марта 1977 года.

## Об альбоме
Burnin’ Sky был записан во Франции в Шато д’Эрувиль с июля по декабрь 1976-го вместе с будущим инженером The Rolling Stones Крисом  Кимси.

## Треклист
Слова и музыка всех песен — написаны Полом Роджерсом, если не указано иное.
| №  | Название            | Автор(ы)                    | Длительность |
| -- | ------------------- | --------------------------- | ------------ |
| 1. | «Burnin’ Sky»       |                             | 5:07         |
| 2. | «Morning Sun»       |                             | 4:08         |
| 3. | «Leaving You»       |                             | 3:25         |
| 4. | «Like Water»        | Матико Симидзу, Пол Роджерс | 4:27         |
| 5. | «Knapsack»          |                             | 4:05         |
| 6. | «Everything I Need» | Bad Company                 | 3:22         |

| №  | Название             | Автор(ы)    | Длительность |
| -- | -------------------- | ----------- | ------------ |
| 1. | «Heartbeat»          |             | 2:36         |
| 2. | «Peace of Mind»      | Саймон Кирк | 3:22         |
| 3. | «Passing Time»       |             | 2:30         |
| 4. | «Too Bad»            | Мик Ральфс  | 3:47         |
| 5. | «Man Needs Woman»    | Мик Ральфс  | 3:43         |
| 6. | «Master of Ceremony» | Bad Company | 7:10         |

## Участники записи
Bad Company:
- Пол Роджерс — вокал
- Мик Ральфс — гитара
- Боз Баррелл — бас-гитара
- Саймон Кирк — ударные

Приглашённые музыканты:
- Мел Коллинз — саксофон, флейта
- Тим Хинкли[англ.] — клавишные

## Чарты
Альбом
| Год  | Чарт        | Позиция |
| ---- | ----------- | ------- |
| 1977 | Поп-альбомы | 15      |